# Aulonemia
Genre
Classification phylogénétique
Le genre Aulonemia sont des bambous sub-ligneux de petite taille à rhizome cespiteux. Ce genre comprend trente espèces et se rencontre depuis le Mexique, le long de la cordillère des Andes, jusqu'au Pérou et en Bolivie; certaines espèces se rencontrent à la partie orientale des Guyanes (Suriname et Guyane) ainsi qu'au sud et au centre du Brésil.

## Morphologie
Les Aulonemia possèdent des rhizomes "amphimorphe" (de "amphi" des deux côtés et "morpho", forme, pour définir des rhizomes de morphologie composite) c'est-à-dire à croissance à la fois monopodiale (leptomorphe) et sympodiale (pachymorphe).

## Espèces
- Aulonemia fulgor Soderstrom
- Aulonemia haenkei (Rupr.) McClure
- Aulonemia humillima (Pilg.) McClure
- Aulonemia laxa (Maekawa)McClure
- Aulonemia queko Goudot
- Aulonemia cingulata McClure et L. B. Sm.
- Aulonemia intermedia McClure et L. B. Sm.
- Aulonemia jauaensis Judz. & Davidse
- Aulonemia longiaristata L. G. Clark et Londoño
- Aulonemia pumila L. G. Clark et Londoño
- Aulonemia robusta L. G. Clark et Londoño
- Aulonemia parviflora
- Aulonemia patriae
- Aulonemia patula.